# ایگناتس بوزندورفر
ایگناتس بوزندورفر (به آلمانی: Ignaz Bösendorfer) (۲۷ ژوئیهٔ ۱۷۹۴ – ۱۴ آوریل ۱۸۵۹) کارآفرین، نوازندهٔ پیانو، و سازندهٔ ساز موسیقی اهل اتریش بود.
ایگناتس بوزندورفر، که پسرِ یک نجار بود، در آکادمی هنرهای زیبای وین به تحصیل پرداخت. او مدتی با یوزف برودمان‏ (۱۷۶۳–۱۸۴۸)، که در آن زمان از سازندگانِ شناخته‌شدهٔ پیانو بود، همکاری کرد و سپس خود، در سال ۱۸۲۸، کارگاه و شرکت بوزندورفر را در یوزفشتات، وین تأسیس کرد.

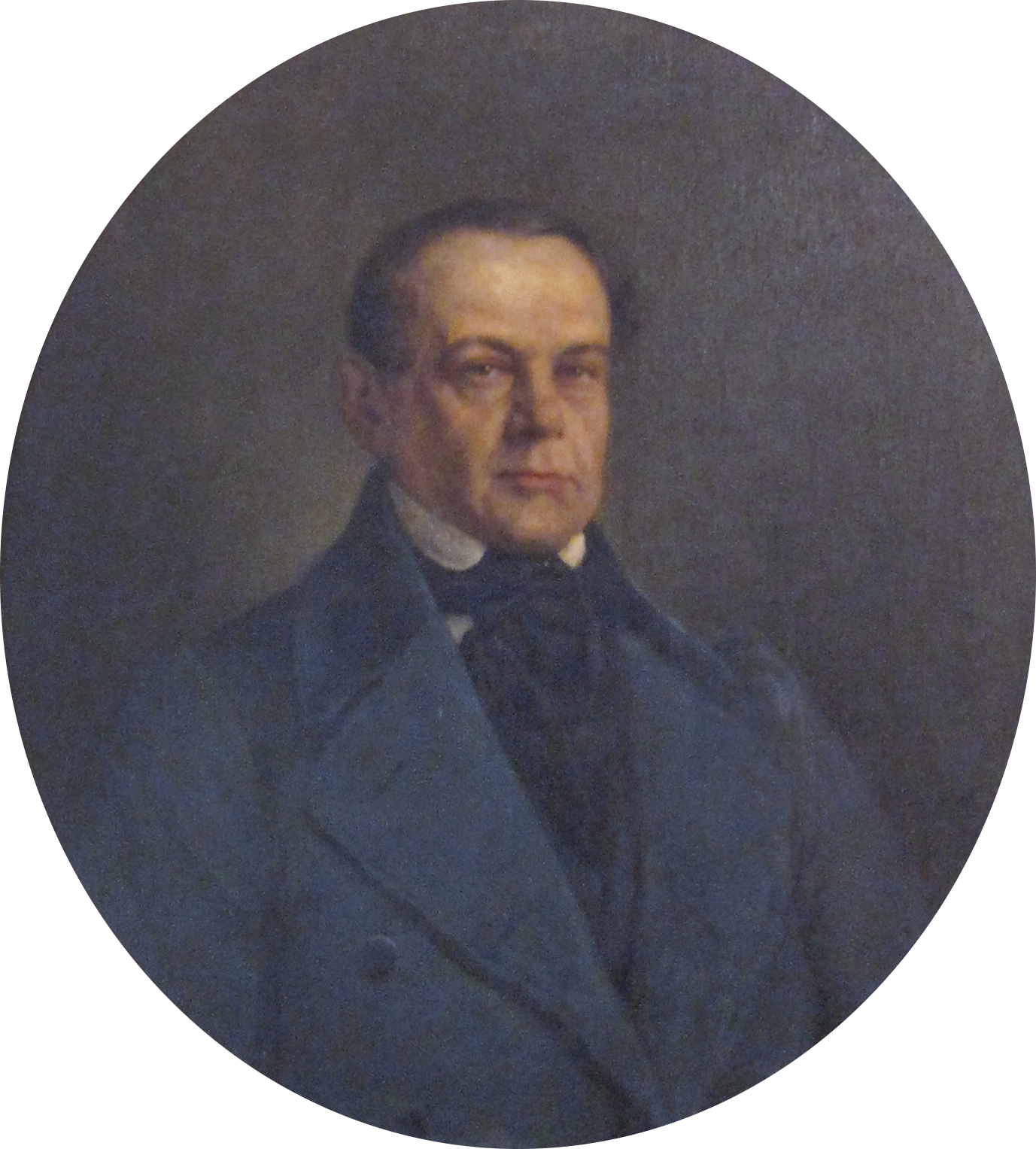
تک‌نگاره‌ای از ایگناتس بوزندورفر، چاپ سنگیِ ، ۱۸۵۹